# オリヴェル・コヴァチェヴィッチ
オリヴェル・コヴァチェヴィッチ（セルビア語: Оливер Ковачевић, Oliver Kovačević、1974年10月29日 - ）は、ユーゴスラビア（現・クロアチア）出身の元サッカー選手。ポジションはゴールキーパー。

## 経歴
1998年から2001年まで、FKミリツィオナルに所属し、63試合に出場。2001年から2005年まではFKジェレズニクで合計116試合、ゴールマウスを守った。2005-2006シーズンはトルコのサムスンスポルへ移籍したが、試合出場はなかった。翌2006-2007シーズンはブルガリアのCSKAソフィアへ移籍し、9試合に出場して引退した。
セルビア・モンテネグロ代表として、2005年6月の国際親善試合・イタリア戦にスタメン出場し、代表初キャップを記録している。しかし、2006 FIFAワールドカップ・ヨーロッパ予選、ワールドカップ本選ともに、代表の正守護神であったドラゴスラヴ・イェヴリッチを脅かすことが出来ず、出場機会は無かった。2006年のワールドカップ以降、代表への選出はされていない。

## 所属クラブ
- FKミリツィオナル 1998-2001
- FKジェレズニク 2001-2005
- サムスンスポル 2005-2006
- CSKAソフィア 2006-2007

## 代表歴

### 出場大会
- セルビア・モンテネグロ代表
  - 2006 FIFAワールドカップ

### 試合数
- 国際Aマッチ 3試合 0得点（2005年）[1]

| セルビア・モンテネグロ代表 | 国際Aマッチ | 国際Aマッチ |
| 年                         | 出場        | 得点        |
| -------------------------- | ----------- | ----------- |
| 2005                       | 3           | 0           |
| 通算                       | 3           | 0           |